# Pedro de Montenegro
Pedro de Montenegro (10 de Outubro de 1889 - 7 de Maio de 1932) foi um príncipe e soldado durante as guerras dos Balcãs e a Primeira Guerra Mundial e um membro da família real montenegrina.

## Primeiros anos

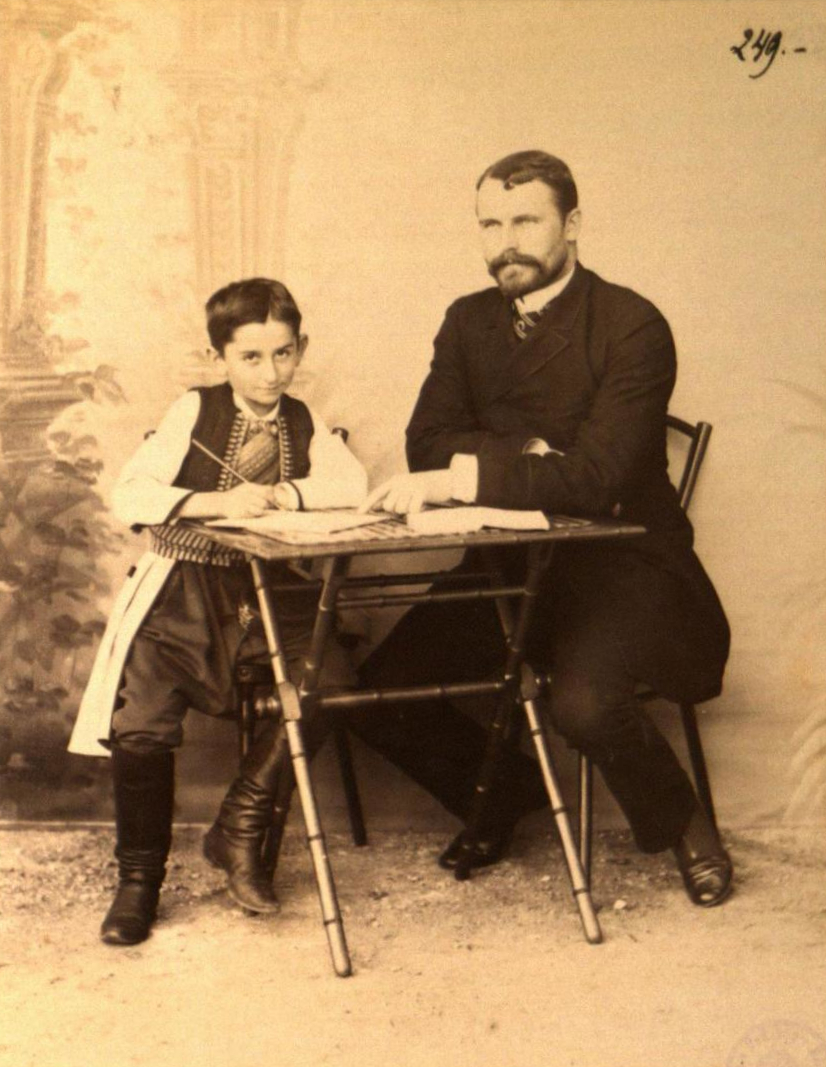
Pedro na infância com seu tutor

Nascido em Cetinje, Pedro ero o filho mais novo do rei Nicolau I de Montenegro e Milena Vukotić. Ele foi batizado em 19 de janeiro de 1890 em Rijeka, seus padrinhos foram o czar Alexandre III da Rússia e a Duquesa de Edimburgo. Ele foi educado na Alemanha.
Pedro, que serviu no exército terrestre montenegrino, ansiava uma guerra desde da crise da anexação em 1908, escrevendo ao seu sobrinho, o então príncipe herdeiro da Sérvia: "Espero encontrá-lo no campo de batalha". Pedro esperaria mais quatro anos antes da eclosão da Primeira Guerra Balcânica (1912-1913) finalmente participando de uma ação. O príncipe simbolicamente iniciou o conflito disparando o primeiro tiro contra as forças turcas.
Como o filho mais novo do rei e, portanto, improvável de herdar o trono montenegrino, o príncipe Pedro foi tido como candidato ao trono da Albânia, após o país conquistar a sua independência do Império Otomano em 1912. No entanto um príncipe alemão foi o escolhido como o novo monarca da Albânia.

## Primeira Guerra Mundial
No final de agosto de 1914, durante o primeiro mês da grande guerra, o príncipe Pedro estava no comando da defesa de Lovćen quando esta foi atacada pelos austríacos. Com a ajuda de uma frota naval anglo-francesa, ele conseguiu liderar um contra-ataque bem-sucedido e seu exército conseguiu matar e capturar muitos soldados austríacos e armas de artilharia. Em março de 1915, seu exército avançou para o território austríaco, mantendo um trecho de 30 milhas de Sutomore até uma fortaleza ao sul na Baía de Cátaro.
Em maio de 1915, ocorreu em Budva um encontro altamente controverso entre o príncipe Pedro e o coronel austríaco Hupka, ex-adido militar em Cetinje. Tudo o que o príncipe reconheceu ter ocorrido na reunião foi um pedido dele para que os austríacos parassem o bombardeio das cidades por seus aviões, e que ele estava agindo sob instruções de seu pai. No entanto, vários arranjos também ocorreram, incluindo o fornecimento de sandálias nacionais sérvias aos austríacos, para que eles escalassem as rochas com mais facilidade; e dando uma ordem verbal e depois escrita a seus dois brigadeiros para que não resistissem aos austríacos e lhes permitissem capturar Lovćen.
Após a rendição de Lovćen pelo príncipe Pedro em 1916, a guerra se voltou contra Montenegro em favor dos austríacos numericamente superiores. Em janeiro daquele ano, juntamente com seus pais, o príncipe deixou Montenegro indo primeiro para Roma e depois para a França, onde se juntaram ao resto da família real, todos exceto seu irmão, o príncipe Mirko, que foi deixado para trás para organizar a defesa do país.

## Exílio e casamento

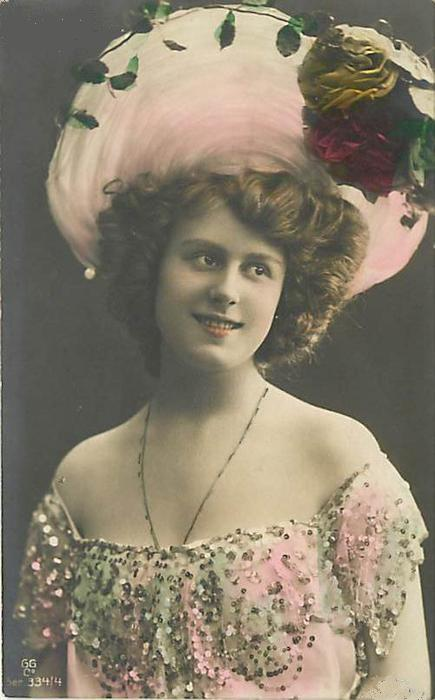
Violet Wegner, esposa de Pedro

No outono de 1918, ainda no exílio na França, o príncipe Pedro conheceu uma mulher casada chamada Violette Brunet, (ou Violet Brunetta d'Usseaux) cujo marido (o nobre italiano Sergio Brunetta d'Usseaux) estava a serviço de seu pai, o rei Nicolau I de Montenegro. Tendo se apaixonado e desejando se casar com ela, o príncipe escreveu ao pai instruindo-o a organizar o casamento. Quando seu pai se opôs, o Pedro tentou chantageá-lo, ameaçando revelar segredos prejudiciais sobre a rendição de Lovćen. De qualquer forma, o pai do príncipe morreu em 1921. Com o fim da Primeira Guerra Mundial, o príncipe e a família real montenegrina foram exilados e negados a chance de retornar ao seu reino quando o a Assembléia de Podgorica optou por unir Montenegro com as outras terras eslavas como parte do Reino da Iugoslávia.
Foi supostamente ao lado da cama de um amigo moribundo, que o príncipe Pedro conheceu a artista de music hall, nascida em Londres, Violet Emily Wegner, filha de William Wegner, um detetive da polícia, e sua esposa, Arabella Eliza Darby. Violet havia se casado com o conde Sergio Brunetta d'Usseaux em Londres em 1912. D'Ussueaux era filho do conde Eugenio Brunetta d'Usseaux, que havia sido o secretário-geral do Comitê Olímpico responsável por reviver os jogos e administrar os Jogos Olímpicos de Londres de 1908. Eugenio morreu em circunstâncias misteriosas em 1919 e seu corpo nunca foi recebido no local do sepultamento pretendido. Eugenio buscava notícias de um filho desaparecido na Rússia após a Revolução de Outubro que pode ter sido seu filho Sergio. Não há informações confirmadas sobre a morte de Sergio. A proposta de casamento do príncipe Pedro com Violet foi aceita, o que sugere que o casamento anterior de Violet foi encerrado, provavelmente pela morte de Sergio. A mãe de Violet, diz-se, persuadiu o casal a adiar o casamento, pois o príncipe Pedro tinha um pedido de compensação contra o governo iugoslavo (estimado em cerca de £ 6 milhões pelo confisco da propriedade da família real em Montenegro). A mãe de Violet temia que, se o príncipe se casasse com sua filha, uma plebeia, isso poderia comprometer sua reivindicação. Afirma-se que ela o aconselhou a recolher o dinheiro antes de se casar com sua filha. Depois de vários anos de tentativas fracassadas de garantir o dinheiro, o príncipe tentou fazer um acordo com o governo iugoslavo pelo qual ele reduziria sua reivindicação para 6 milhões de libras por menos de 2 milhões de libras. Depois de ir para Belgrado e assinar a papelada, ele foi informado pelo governo de que, tendo concordado em aceitar £ 2 milhões, a quantia ainda não seria remetida a ele até uma data posterior. Mesmo assim, o príncipe Pedro casou-se com Violet em Paris em 29 de abril de 1924 antes de receber qualquer pagamento. Após o casamento, a esposa do príncipe Peter tornou-se SAR a princesa Violet Ljubica de Montenegro.
Em 1932, Pedro morreu em Merano aos 42 anos. Sua esposa, a princesa Violet Ljubica de Montenegro, morreu em Monte Carlo em 17 de outubro de 1960. Eles não tiveram filhos.

## Títulos e tratamento
- 10 de outubro de 1889 - 28 de agosto de 1910: Sua Alteza o Príncipe Pedro de Montenegro, Grão Duque de Zaclúmia
- 28 de agosto de 1910 - 7 de maio de 1932: Sua Alteza Real o Príncipe Pedro de Montenegro, Grão Duque de Zaclúmia